# قاموس هاراب الفرنسي الأقصر
قاموس هاراب الفرنسي الأقصر، الذي نشرته تشامبرز هاراب ناشرز، وهو واحد من أشهر القواميس ثنائية اللغة الإنجليزية/ الفرنسية في المملكة المتحدة وفرنسا. نُشرت الطبعة الثامنة منه في أبريل 2007. و يباع في الولايات المتحدة تحت عنوان  قاموس كلية هاراب للفرنسية والإنجليزية.
الأقصر عبارة عن قاموس من مجلد واحد بدأ حياته كنسخة مختصرة من قاموس هاراب الفرنسي القياسي (الآن أصبح قاموس هاراب الفرنسي المختصر، الآن على الإنترنت في هارابس أون لاين نسخة محفوظة 20 نوفمبر 2008 على موقع واي باك مشين.)، يباع في مجلدين وتمت مراجعته آخر مرة في مارس 2007. ). بيع النسخة الفرنسية آخر مرة باسم هاراب غير مختصر. قبل أن يتم إعادة بيعها بواسطة طبعة لاروس.
نُشرت الطبعة الأولى من الأقصر في مجلدين، الكتاب الفرنسي-الإنجليزي في عام 1940 والإنجليزية الفرنسية بعد ذلك بأربع سنوات. تم نشر الطبعات المنقحة في 1967 و1982 و1991 و1996 و2000 و2004 و2007. وفي عام 2009 نشرت طبعة جديدة تحت عنوان قاموس غرف الفرنسي.
تشمل الأعمال المتنافسة قاموس كولينز روبرت الفرنسي وقاموس أكسفورد-هاشيت الفرنسي.

## المنشورات
- قاموس هاراب الإنجليزي الأقصر

- - الطبعة العاشرة: تحتوي على 1000000 كلمة وتعابير وترجمات ؛  ملاحظات الدراسة من 42 صفحة، 500 تعبير اصطلاحي موضحة بالألوان ومصنفة حسب الموضوع.

- طبعات طبعة لاروس ((ردمك 2-81870495-2) / (ردمك 978-2-81870495-0))

- الانطباع الأول (2016-06-15)

## روابط خارجية
- Harrap's Online نسخة محفوظة 20 نوفمبر 2008 على موقع واي باك مشين.
- تشامبرز هاراب ناشرز
- الصفحة الرئيسية Harrap
- الصفحة الرئيسية لـ Harrap France
- طبعات Larousse الصفحة: قواميس أقصر Harrap Anglais ، Harl's Unabridged Anglais-Français / Français-Anglais
- قاموس Harrap الفرنسي الأقصر
- نسخة Harrap's أقصر قاموس Mobipocket الفرنسي [وصلة مكسورة] [ وصلة ميتة دائمة ][ وصلة ميتة دائمة ]
- قرص مدمج Harrap's أقصر فرنسي قاموس
- Harrap Shorter للأجهزة المحمولة